# James Ryan (Politiker)
James Ryan (irisch Séamas Ó Riain; * 6. Dezember 1891; † 25. September 1970) war ein irischer Politiker der Fianna Fáil und mehrfacher Minister.

## Biografie
Ryan absolvierte ein Studium der Medizin und war nach der Promotion als Arzt tätig. Daneben war er später Landwirt sowie Direktor von Unternehmen.
Seine politische Laufbahn begann er bereits 1919, als er als Kandidat der Sinn Féin zum Abgeordneten des ersten Parlaments (First Dáil) gewählt wurde. In den folgenden Jahrzehnten wurde er als Vertreter des Wahlkreises Wexford immer wieder zum Abgeordneten (Teachta Dála) gewählt, wobei er ab 1927 Vertreter der Fianna Fáil bis zu seinem Ausscheiden aus dem Dáil Éireann 1965 war.
Am 9. März 1932 wurde er von Präsidenten des Exekutivrates Éamon de Valera zum Landwirtschaftsminister der ersten von der Fianna Fáil gestellten Regierung berufen. Dieses Amt behielt er für die nächsten fast fünfzehn Jahre bis zum 21. Januar 1947. Im Rahmen einer Kabinettsumbildung ernannte ihn Premierminister (Taoiseach) de Valera anschließend zum Gesundheitsminister und Minister für soziale Wohlfahrt. Am 18. Februar 1948 schied er nach dem Machtverlust der Fianna Fáil aus der Regierung aus. Nachdem de Valera am 13. Juni 1951 wieder Premierminister wurde, übernahm Dr. Ryan bis zum 2. Juni 1954 wiederum die Ämter des Gesundheitsministers und Ministers für soziale Wohlfahrt.
Zuletzt war er zwischen März 1957 und April 1965 Finanzminister in den Regierungen von de Valera sowie dessen Nachfolger Seán Lemass. Nach seinem Ausscheiden aus dem Dáil Éireann 1965 wurde er für den Seanad Éireann nominiert und gehörte diesem bis 1969 an.
Sein Sohn Eoin Ryan senior und sein Enkel Eoin Ryan junior sind ebenfalls politisch tätig geworden.